# Bicellaria bisetosa
Bicellaria bisetosa är en tvåvingeart som beskrevs av Risto Kalevi Tuomikoski 1936. Bicellaria bisetosa ingår i släktet Bicellaria och familjen puckeldansflugor. Arten är reproducerande i Sverige. Inga underarter finns listade i Catalogue of Life.